# Agraharam
Agraharam oder Agrahara (Sanskrit: अग्रहार agrahāra m.; Tamil: அக்கிறஹாரம்; Telugu: అగ్రహారం; Kannada: ಅಗ್ರಹಾರ) bezeichnet in Südindien ein Stück Land, welches ein Brahmane im indischen Mittelalter vom König zum Lebensunterhalt zugewiesen oder geschenkt bekam. Es befand sich zumeist in der Nachbarschaft eines Tempels und anderer Grundstücke derselben Art, so dass mit dem Begriff auch ein Brahmanendorf oder ein Brahmanenviertel bzw. eine Brahmanenstraße innerhalb einer kleinen Stadt gemeint sein kann. Der Bestandteil Agrahara findet sich in etlichen Dorfnamen in den Bundesstaaten Kerala, Karnataka, Tamil Nadu und Andhra Pradesh.
Andere, kaum mehr geläufige Bezeichnungen waren Chaturvedimangalam, Ghatoka oder Boya.

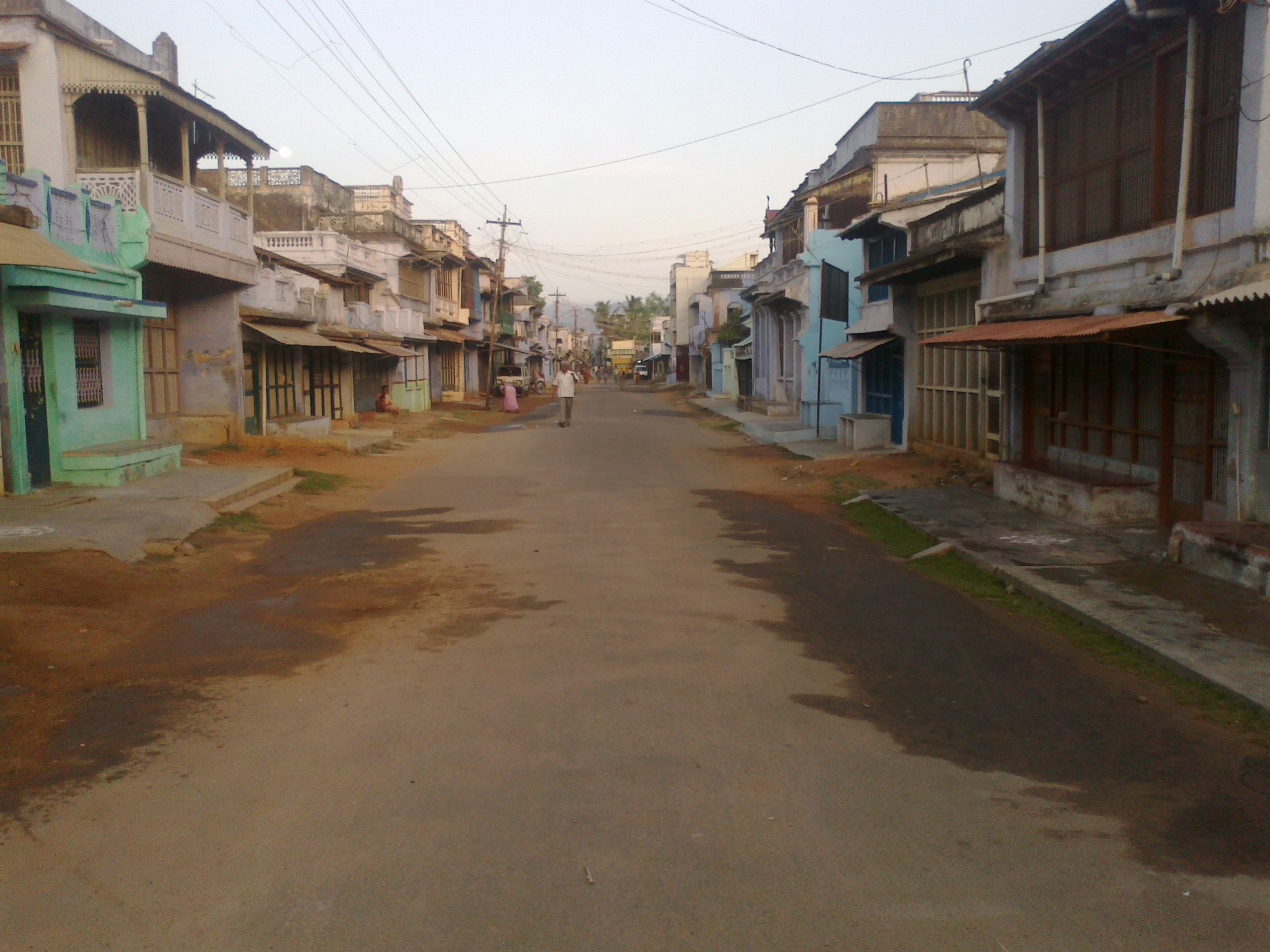
Brahmanenstraße in Kallidaikurichi

## Geschichte
Bis ins 20. Jahrhundert hinein waren den Angehörigen der indischen Priesterkaste körperliche Arbeiten untersagt; sie lebten mithin von den mehr oder weniger großzügigen Geldspenden und anderen Opfergaben (z. B. Speisen, Obst, Milch etc.) der gläubigen Tempelbesucher, die von der jeweiligen Gottheit Hilfe in familiären Notlagen (z. B. bei Geburt, Krankheit und Tod) erwarteten, die sie ohne die Mitwirkung der Brahmanen nicht erlangen konnten. Die älteste Erwähnung und Beschreibung eines Agraharams stammt aus dem Werk Perumbanatruppadai der Sangam-Periode (ca. 4. Jahrhundert). Hier heißt es unter anderem:
An der Außenfront der Häuser befand sich ein Unterstand, wo wohlgenährte Rinder ('Kälber') angebunden wurden. Die Häuser wurden mit Kuhdung gereinigt. In ihrem Innern befanden sich Kultbilder. Geflügel und Hunde näherten sich ihnen nicht. Es war das Dorf der Hüter des Veda, die dessen Worte ('Klang') an Papageien mit verbundenem Schnabel weitergaben.
Eine weitere Erwähnung der Stiftung eines – nicht mehr existierenden – Agraharam bezieht sich auf das 4. Jahrhundert und stammt aus einer berühmten Pfeilerinschrift aus der Blütezeit der Kadamba-Dynastie in Talagunda, Karnataka.
Heutzutage sind Brahmanen auch beruflich oder gewerblich tätig; die Agraharams haben folglich ihre Bedeutung in hohem Maße verloren. Manchmal wird der Name noch als Bezeichnung für gemeinschaftliche Wohnkomplexe verwendet.

## Anlage und Architektur
Agraharams waren oft beidseitig bebaute geradlinige Straßenzüge, die zu einem Tempel hinführen, der sozusagen die Arbeitsstelle und somit die Einnahmequelle der Brahmanen bildete. In manchen Fällen befand sich an dem einen Straßenende ein Shiva-Tempel und am anderen einer für Vishnu. Agraharams bildeten somit eine Art Spalier aus vergleichsweise noblen Häusern, die sich von den einfachen Holz- oder Lehmhütten der meisten übrigen Dorfbewohner abhoben. Einige Häuser verfügten sogar über eine von Holzpfosten gestützte Vorhalle (Portikus), die den besonderen Charakter dieser Bauten noch hervorhob.

## Beispiele
Da die meisten Dörfer lediglich Agrahara heißen, sind im Folgenden in der Regel nur die Namen der Bezirke (tehsils oder mandals) genannt.

### Kerala
Kalpathi, Kuzhalmannam, Thiruvananthapuram

### Karnataka
Agrahara (bei Baragur), Arkalgud, Arsikere, Channarayapatna, Chiknayakanhalli, Chintamani, Holalkere, Hosadurga, Hunsur, Kadur, Kanakapura, Koratagere, Malur, Nuggehalli, Sandur, Shrirangapattana, Sira, Srinivaspur, Bachahalli, Palya, Somarasanahalli, Vaddahalli, Valagerehalli, Konappana Agrahara

### Tamil Nadu
Agraharam, Annalagraharam, Ganapathi, Kallidaikurichi, Kondayyampettai, Pallipalayam, Pudupalaiyam, Kolinjivadi, Thuvariman, Malapattu Agraharam, Ravanasamudram

### Andhra Pradesh
Kannuru, Siddavaram